# Chris Eubank junior
Christopher Livingstone Eubank junior (* 18. September 1989 in Hove, East Sussex, England) ist ein britischer Boxer im Supermittelgewicht. Er ist der Sohn des ehemaligen WBO-Weltmeisters im Mittel- und Supermittelgewicht Chris Eubank, nach dem er benannt ist.

## Profikarriere
Der Normalausleger gab 2011 sein Profidebüt im Mittelgewicht. Er gewann seine ersten 18 Kämpfe, die meisten durch Knockout. Gegen seinen ungeschlagenen Landsmann Billy Joe Saunders (20-0-0) musste er Ende November 2014 seine erste Niederlage hinnehmen, er verlor durch geteilte Punktentscheidung.
Im Jahr darauf errang Eubank den Interimsweltmeistertitel des Verbandes WBA, als er den Russen Dmitry Chudinov in der 12. Runde durch T.K.o. bezwang. Er verteidigte diesen Titel gegen Tony Jeter und Gary O’Sullivan ebenfalls jeweils durch technischen Knockout.
Ende März des Jahres 2016 eroberte Eubank den britischen Meistertitel (BBBofC), als er Nick Blackwell durch T.K.o. in Runde 10 bezwang. Diesen Gürtel verteidigte er drei Monate später gegen Tom Doran ebenfalls durch Knockout und brachte ihm zugleich seine erste Niederlage bei. Am 4. Februar des darauffolgenden Jahres folgte gegen den Australier Renold Quinlan ein weiterer K.-o.-Sieg, welcher ihm den nebensächlichen, einflusslosen Weltmeistertitel der IBO einbrachte. Dieser Kampf war Eubanks erster im Supermittelgewicht.

### WBSS
Im Sommer desselben Jahres traf Eubank auf den Deutsch-Armenier Arthur Abraham. In diesem Kampf ging es um die Teilnahme an der lukrativen World Boxing Super Series (WBSS) um die Muhammad Ali Trophy. Eubank schlug Abraham, der in diesem Fight völlig chancenlos war, in der Wembley Arena in London klar und einstimmig nach Punkten (120:108, 118:110, 118:110) und qualifizierte sich somit für jenes Turnier, wo er im Viertelfinale am 7. Oktober 2017 auf den Türken Avni Yıldırım traf. Diesen konnte er in der Hanns-Martin-Schleyer-Halle in Stuttgart durch klassischen Knockout in der dritten Runde nach einer Serie von Treffern besiegen. Der Referee brach den Kampf sofort ab. Bereits in der ersten Runde musste Yıldırım nach einem rechten Uppercut zum ersten Mal in seiner Karriere zu Boden. Im Halbfinale traf Eubank auf George Groves. In diesem Vereinigungskampf, unterlag er aber nach 12 Runden durch eine einstimmige Punktniederlage in Manchester.